# Laboratoire d'histoire des théories linguistiques
Le laboratoire d’histoire des théories linguistiques est un laboratoire français de recherche en linguistique créé en 1984. Il a pour projet, depuis sa création, l’étude des diverses formes sous lesquelles se manifestent et se construisent dans la longue durée et dans des contextes culturels variés les savoirs relatifs au langage et aux langues.

## Histoire
Le laboratoire d’histoire des théories linguistiques a été créé en 1984 (en tant que URA 381 du CNRS, sous la direction de Jean-Claude Chevalier) ; il a été renouvelé en 1988 (dir. : J.-C. Chevalier) et en 1992 (dir. : Sylvain Auroux,), puis a été transformé en 1997 en unité mixte de recherche (UMR 7597, CNRS/Université Paris VII/ENS Lettres et Sciences Humaines, Lyon).
Ses tutelles actuelles sont le CNRS, l’Université de Paris et l’Université de la Sorbonne Nouvelle (depuis 2009). Le laboratoire est rattaché à l’UFR de Linguistique de l’Université de Paris, à l’ED 622 Sciences du Langage, à la Paris Graduate School of Linguistics (PGSL).
La direction du laboratoire est assurée depuis janvier 2019 par Anne Grondeux (DR CNRS) et Jean-Marie Fournier (PU Univ. de la Sorbonne Nouvelle).
- Liste des responsables du Laboratoire HTL
  - 1984-1991 : Jean-Claude Chevalier
  - 1992-2001 : Sylvain Auroux (Sylvie Archaimbault par intérim à partir de 2000)
  - 2002-2013 : Sylvie Archaimbault (et Christian Puech à partir de 2009)
  - 2014-2018 : Émilie Aussant et Christian Puech
  - 2019- : Anne Grondeux et Jean-Marie Fournier

## Domaines de recherche
Dans une double perspective historique et épistémologique le laboratoire étudie :
- les descriptions des langues, leur grammatisation[9] et leur outillage (grammaticographie, grammaires étendues, linguistique missionnaire, outils linguistiques, lexiques anciens et dictionnaires, glossographie, glosage), l’histoire des pratiques d’écriture, d’annotation, de commentaire, les anagrammes)

- les courants, domaines et théorisations des sciences du langage : logique et philosophie du langage, formalisation et traitement automatique des langues, saussurisme, psycholinguistique et neurolinguistique, linguistique cognitive, biosémiotique, phénoménologie, etc. – quelques auteurs objets des travaux du laboratoire : Panini, Apollonius Dyscole, Donat (Aelius Donatus), Priscien, Cassiodore, Isidore de Séville, Alcuin, Jean Scot, Papias, Guillaume de Champeaux, Abélard, Evrard de Béthune, Alexandre de Villedieu, Jean de Garlande, Dante, Roger Bacon, Robert Kilwardby, Jules-César Scaliger, Sanctius (Francisco Sánchez de las Brozas), Louis Meigret, Baruch Spinoza, Louis Nicolas, Antoine Arnauld et Claude Lancelot, Gabriel Girard, César Chesneau Dumarsais, Nicolas Beauzée, Etienne Bonnot de Condillac, August Schleicher, Gaston Paris, Georg von der Gabelentz, Arsène Darmesteter, Ferdinand de Saussure, Franz Boas, Edmund Husserl, Ferdinand Brunot, Antoine Meillet, Gustave Guillaume, Edward Sapir, Benjamin Lee Whorf, Roman Jakobson, Louis Hjelmslev, Émile Benveniste, Claude Lévi-Strauss, Maurice Merleau-Ponty, Trần Đức Thảo, Ronald Langacker, George Lakoff et Leonard Talmy.

- les différentes formes sous lesquelles l’histoire des sciences du langage s’est pensée et écrite au fil du temps, questionnant ses horizons de rétrospection et ses horizons de projection, et plus largement les régimes d’historicité et l'épistémologie dans lesquels s’inscrivent (se sont inscrites) les différentes disciplines qui se donnent le langage et les langues pour objet.

Le laboratoire couvre de nombreuses aires culturelles et linguistiques et rassemble des linguistes, spécialistes de langues variées (allemand, anglais, arabe, espagnol, français, gaëlique, grec ancien, hébreu, italien, islandais, khaling rai, koyi rai, langues slaves, latin, malayalam, persan, portugais du Brésil, sanskrit, syriaque, tagalog, tamoul, T'u Lung| rai, tlingit), ainsi que des historiens et des philosophes.
Depuis quelques années, le laboratoire s’est tourné vers les humanités numériques et la Science Ouverte, pour mettre ses compétences à la disposition de la communauté scientifique la plus large.

## Réalisations majeures
- Sylvain Auroux, « Le langage et la science : une visée historique », in M.-J. Reichler-. Béguelin (dir.), Perspectives méthodologiques et épistémologiques dans les sciences du langage, Berne, Peter Lang, 1989.
- Sylvain Auroux, Histoire des idées linguistiques. t. I : La Naissance des Métalangages en Orient et en Occident, Liège, Mardaga, 1989 ; t. II : Le développement de la grammaire occidentale, Liège, Mardaga, 1991 ; t. III. L’hégémonie du comparatisme, Liège, Mardaga, 2000.
- Sylvain Auroux, La révolution technologique de la grammatisation, Liège, Mardaga, 1994.
- Sylvain Auroux, E. F. K. Koerner, Hans Joseph Niederehe, Kees Versteegh. History of the Language Sciences / Geschichte der Sprachwissenschaften / Histoire des sciences du langage - An International Handbook on the Evolution of the Study of Language from the Beginnings to the Present / Ein internationales Handbuch zur Entwicklung der Sprachforschung von den Anfängen bis zur Gegenwart - tome 1. Berlin, New York, Germany. Walter de Gruyter, 2000, Handbücher zur Sprach- und Kommunikationswissenschaft / Handbooks of Linguistics and Communication Science 18.
- Sylvain Auroux, La question de l'origine des langues, suivi de: l'historicité des sciences, Paris, PUF, 2007, coll.: Quadrige, essais, débats, 179 p.
- Bernard Colombat, Jean-Marie Fournier & Christian Puech, Histoire des idées sur le langage et les langues[12], Paris, Klincksieck, 2010 (coll. « 50 questions »).

- Voir aussi la liste des principales publications sur le site de l’unité[13]

## Partenariats
Sur le plan international, le laboratoire est au cœur d’un dispositif qu’il a contribué à créer et qu’il s’attache à faire vivre et prospérer. Ses principales coopérations sont menées avec Allemagne (Centre for the Study of Manuscript Cultures de Hambourg, Université de Potsdam), l’Australie (Université de Sydney), le Brésil (Université de Sao Paulo, Université de Campinas, Université Mac Kenzie), l’Espagne (Université de Salamanque, Université de Barcelone), les Etats-Unis (Université d’Illinois à Urbana Champaign), Inde (EFEO, Institut Français de Pondichéry, IIT Bombay), l’Italie (Université La Sapienza, Université de Brescia, Université de Milan, Université de Salerne, Université de Cosenza, Université de Palerme, la Scuola Normale de Pise), le Royaume Uni (Université de Cambridge, Université d’Oxford, Université de Sheffield), la Russie (Académie des Sciences, Université de Moscou, Université de Saint-Pétersbourg), la Slovénie (Université de Novy Sad), l’Ukraine (Université de Kharkiv).
Le laboratoire d’Histoire des Théories Linguistiques travaille en étroite collaboration avec la Société d’Histoire et d’Epistémologie des Sciences du Langage (SHESL), société savante  fondée en janvier 1978. La SHESL travaille à promouvoir l’étude des idées linguistiques, dans toutes les périodes, aires et domaines, pour autant que ce domaine soit lié à la théorisation du langage, à la production de matériels linguistiques (lexiques, grammaires, analyseurs automatiques…), ou aux aspects sociaux ou institutionnels de la recherche scientifique dans le champ des sciences du langage. Elle publie la revue Histoire Épistémologie Langage (HEL), qui est l’une des quatre principales revues mondiales dans le domaine avec Historiographia linguistica (John Benjamins), les Beiträge zur Geschichte der Sprachwissenschaft (Münster) et Language & History (Londres). La revue est complétée par des suppléments électroniques, les Dossiers d’HEL.
Le laboratoire participe aux actions fédératives de recherche suivantes :
- le LabEx Empirical Foundations of Linguistics[17] (EFL)
- le GIS Institut du Genre[18]
- le Consortium Corpus, Langues et Interactions (CORLI) de la TGIR Huma-Num[19]
- l’Institut Humanités et Sciences de Paris et son Centre d’Études de la Traduction
- le Réseau de Recherche en Éducation, Enseignement & Formation de l’INSPÉ de l’Académie de Paris[20] (RRÉEFOR-INSPÉ)
- le GIS “Humanités : sources et langues de l’Europe et de la Méditerranée”